# أفريقيا أون لاين
Africa Online Holding Ltd. ، والتي يشار إليها أحيانًا باسم AFOL ، هي أكبر مزود خدمة إنترنت في أفريقيا. يقع في نيروبي ، كينيا ، وتوفر الوصول إلى الإنترنت وتعمل في عشرة بلدان أفريقية، منهم كوت ديفوار وغانا وناميبيا وإسواتيني وتنزانيا وأوغندا وزيمبابوي . تتضمن الخدمات التي تقدمها Africa Online الوصول إلى الإنترنت عبر الاتصال الهاتفي ، وخدمات الخطوط المستأجرة، وحسابات البريد الإلكتروني ، والاتصال عبر VSAT ، و DSL ، و WAN ، و VPN للعملاء من القطاع الخاص والقطاع التجاري. في عام 2007 أصبحت الشركة تابعة لشركة Telkom South Africa.

## تاريخ

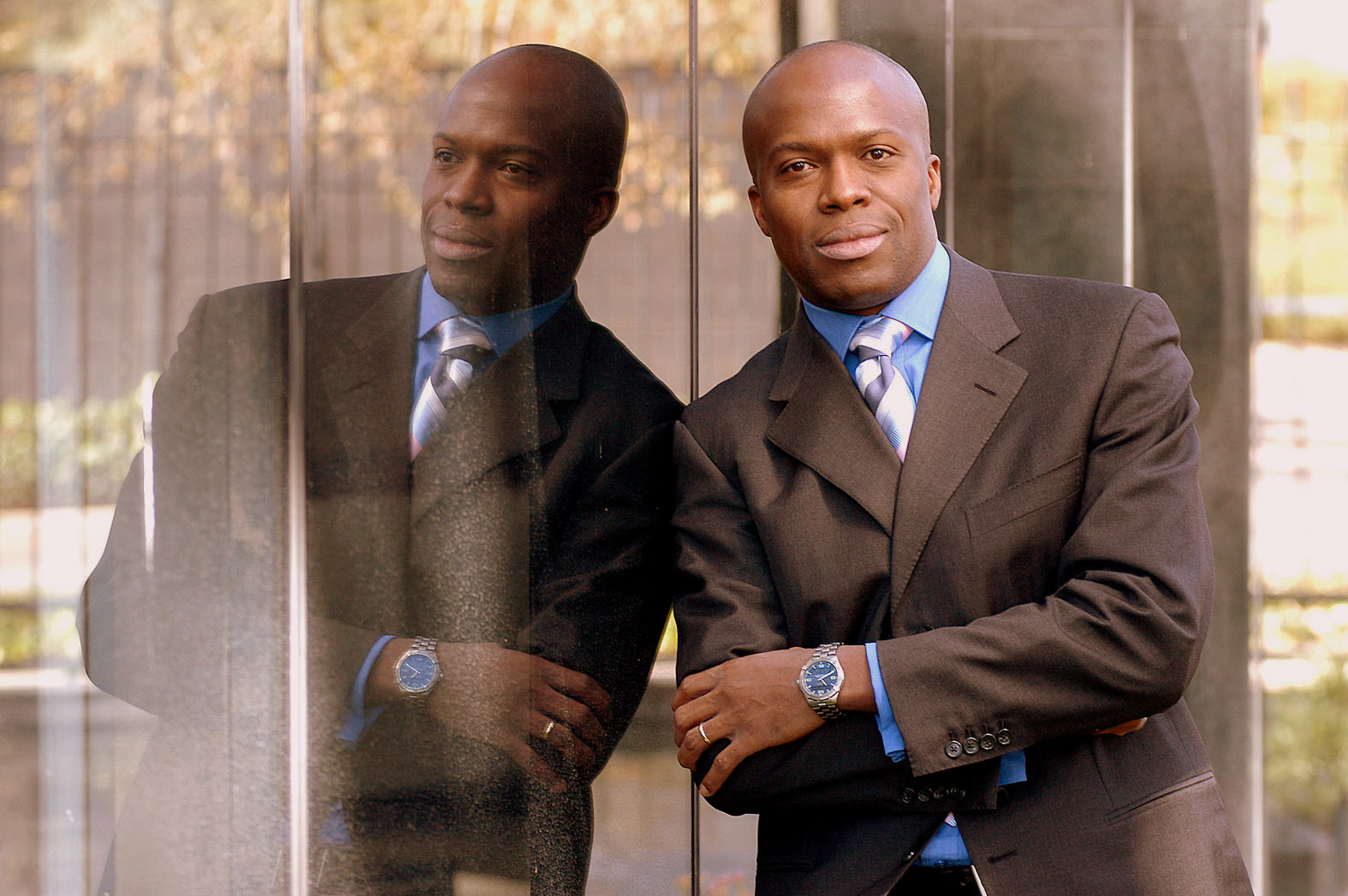
المؤسس المشارك لAfrica Online أ. ماكاتياني

بدأت الشركة في عام 1994 على يد أييسي ماكاتياني ، وكارانيا جاكيو ، وأمولو نجوينو ، وهم ثلاثة طلاب من كينيا التقوا ببعضهم البعض أثناء الدراسة في كامبريدج ، ماساتشوستس . كان ماكاتياني وجاكيو في معهد ماساتشوستس للتكنولوجيا بينما كان نجوينو في جامعة هارفارد . تطورت الفكرة الأساسية لخدمة الأخبار عبر الإنترنت للكينيين من مجتمع عبر الإنترنت يستضيفه معهد ماساتشوستس للتكنولوجيا يسمى KenyaNet. كان KenyaNet واحدًا من العديد من المجتمعات عبر الإنترنت التي تركز على أفريقيا (المجتمعات الأخرى كانت Okyeame في غانا ، وNaijanet في نيجيريا ، وSalonet في سيراليون) التي شكلها وأدارها طلاب معهد ماساتشوستس للتكنولوجيا وتم استضافتها على خوادم معهد ماساتشوستس للتكنولوجيا.  
مع تزايد تسويق الإنترنت، تحول تركيز موقع Africa Online من تقديم الأخبار إلى جمع الأفارقة في القارة بالإنترنت. في عام 1995، تم شراء الشركة من قبل شركة International Wireless في بوسطن ، والتي أصبحت في النهاية شركة Prodigy. خلال هذه الفترة، بدأت Africa Online العمل كأول مزود خدمة إنترنت كيني، وتوسعت لاحقًا إلى كوت ديفوار (1995) إلى غانا وتنزانيا وأوغندا وزامبيا وزيمبابوي وسوازيلاند، مع استمرار الكينيين الثلاثة في إدارة العملية. وفي هذه العملية، استحوذت شركة Africa Online على العديد من مقدمي خدمات الإنترنت، مثل Pipex Internet Solution (سوازيلاند)، وNet2000 (كينيا)، وUUNET (ناميبيا)، وSwift Global (أوغندا). 
في عام 1998، باعت Prodigy الشركة لAfrican Lakes Corporation. كانت شركة African Lakes مدرجة في بورصة لندن منذ عام 1877 وكانت الآن تبتعد عن خلفيتها التقليدية في الزراعة والتعدين. لفترة من الوقت تمتعت الشركة بتفضيل المستثمرين، حيث تم إدراجها في بورصة نيروبي في عام 2001، ولكن أسهمها فقدت قوتها بعد ذلك وتم إلغاء إدراجها في كل من لندن ونيروبي في عام 2003. بحلول ذلك الوقت، غادر المؤسسون الثلاثة شركة Africa Online. 

تم شراء Africa Online بواسطة Telkom South Africa في عام 2007
1. 1 2 3  History of Africa Online نسخة محفوظة November 19, 2010, على موقع واي باك مشين.
2. ↑  Mwiti, Lee. "The man who shaped Kenya's internet landscape". The Standard (بالإنجليزية). Archived from the original on 2024-12-07.